# برائولیو وازکز
برائولیو وازکز (به انگلیسی: Braulio Vázquez)
یک مدیر و بازیکن سابق فوتبال اسپانیایی است که در پست مهاجم بازی می‌کرد. او مدیر ورزشی فعلی اوساسونا است.

## دوران حرفه‌ای
وازکز در دوران حرفه‌ای بیشتر در لیگ سگوندا دیویسیون بی بازی کرده است.

## زندگی شخصی
پسر برائولیو به نام خسوس نیز یک بازیکن فوتبال است. او در پست مدافع چپ بازی می‌کند و فارغ التحصیل جوانان والنسیا است.